# Pange lingua (Bruckner, 1868)
Pange lingua, WAB 33, ist eine geistliche Motette, die 1868 von Anton Bruckner komponiert wurde. Es ist eine Vertonung der Hymne Pange lingua zur Feier von Fronleichnam.

## Geschichte
Bruckner komponierte die Motette am 31. Jänner 1868 am Ende seines Aufenthalts in Linz. Bruckners ursprüngliche Absicht war es, sie gleichzeitig mit der Uraufführung seiner Messe in e-Moll zur Einweihung der Votivkapelle in Linz, dem ersten Teil der Neue Kathedrale. Bruckner hörte sein Werk erst zwanzig Jahre später. Die Uraufführung fand am 18. August 1890 (Kaisergeburtstag) in der Stadtpfarrkirche von Steyr statt. Das Manuskript der Motette wird in der Österreichischen Nationalbibliothek archiviert.
Franz Xaver Witt war ein Führer des Cäcilien-Verbands, die sich zum Ziel gesetzt hatte, die katholische Kirchenmusik „zur Reinheit und relativen Einfachheit des palästinensischen Stils“ wiederherzustellen. 1885 bat er Bruckner um eine Komposition für die Aufnahme in  Musica sacra (Regensburg), die Zeitschrift des Satzes, in der er eine Transkription der Motette herausgab. Witt modifizierte die Altstimme ohne Bruckners Zustimmung, entfernte „einige der gewagteren Harmonien des Werkes“. Zehn Jahre später, 1895, wurde die Motette in ihrer ursprünglichen Besetzung von Johann Groß, Innsbruck veröffentlicht. Die Motette, die Bruckner sein Lieblings-Tantum ergo, steht in Band XXI/22 der Gesamtausgabe.

## Musik
Das Werk ist eine Vertonung von 38 Takten im phrygischen Modus der ersten (Pange lingua) und der letzten beiden Strophen (Tantum ergo) des Pange lingua für gemischten Chor a cappella. Ein 3-taktiges Amen wurde später hinzugefügt.
Das im alten Kirchenmodus komponierte Werk beginnt unisono und entwickelt sich über eine Leere Quinte zu Dreiklängen. Max Auer kommentierte: „Das ganze Stück ist voll mystischer Stimmung und ich möchte es trotz seiner großen Einfachheit zu den besten von Bruckners kirchlichen Chorwerken zählen“.

## Diskografie
Die erste Aufnahme erfolgte 1965:
- Giulio Bertola, Coro Polifonico Italiano – LP: Angelicum LPA 5989

Eine Auswahl aus den rund 30 Aufnahmen des Werkes:
- Eugen Jochum, Chor des Bayerischen Rundfunks: Messe Nr. 2 e-Moll, 2 Motetten – LP: LP: DG 2530 139, 1966
- Joachim Martini, Junge Kantorei: Geistliche Chormusik der Romantik – LP: Schwarzwald MPS 13004, 1970
- George Guest, St. John’s College Choir Cambridge: The World of St. John’s 1958–1977 – LP: Argo ZRG 760, 1973
- Hans-Christoph Rademann, NDR Chor Hamburg: Anton Bruckner: Ave Maria – Carus 83.151, 2000
- Dan-Olof Stenlund, Malmö Kammarkör: Bruckner: Ausgewählte Werke – CD: Malmö Kammarkör MKKCD 051, 2004
- Stephen Layton, Polyphony Choir: Bruckner: Mass in E minor and Motets – CD: Hyperion CDA 67629, 2007
- Marcus Creed, SWR Symphony Orchestra and Stuttgart-Radio Vocal Ensemble: Messe in e-Moll und Motetten – CD: Hänssler Classic SACD 93.199, 2007
- Erwin Ortner, Arnold Schoenberg Chor: Anton Bruckner: Tantum ergo – CD: ASC Edition 3, herausgegeben vom Chor, 2008
- Duncan Ferguson, Choir of the St Mary’s Cathedral, Edinburgh: Bruckner: Motets  – CD: Delphian Records DCD34071, 2010
- Philipp Ahmann, MDR-Rundfunkchor Leipzig: Anton Bruckner und Michael Haydn – Motetten – SACD: Pentatone PTC 5186 868, 2021